# Natthaphon Piamplai
Natthaphon Piamplai (thailändisch ณัฐพล เปี่ยมพลาย; * 14. Mai 1996), auch als Nat bekannt, ist ein thailändischer Fußballspieler.

## Karriere
Natthaphon Piamplai erlernte das Fußballspielen in der Jugendmannschaft des Erstligisten Muangthong United in Pak Kret, einem nördlichen Vorort der Hauptstadt Bangkok. Seinen ersten Vertrag unterschrieb er 2016 beim Drittligisten Khon Kaen United FC in Khon Kaen. Wegen eines Strafverfahren wurde der Verein nach acht Spielen gesperrt. 2017 unterschrieb er einen Vertrag beim Bangkoker Zweitligisten Army United. Mitte 2018 wechselte er zum Erstligisten Police Tero FC. Der ebenfalls in Bangkok beheimatete Club spielte in der ersten Liga, der Thai League. Ende 2018 stieg er mit dem Club in die zweite Liga ab. Für die Rückserie 2018 unterschrieb er einen Vertrag beim Ligakonkurrenten Kasetsart FC. Für den Club aus Bangkok absolvierte er 16 Spiele in der zweiten Liga. 2020 kehrte er zu seinem ehemaligen Club Police Tero FC zurück. Police Tero stieg nach einem Jahr in der zweiten Liga direkt wieder als Vizemeister in die Thai League auf. Nach vier Erstligaspielen für Tero wechselte er Mitte November 2020 zum Ligakonkurrenten Sukhothai FC. Am Ende der Saison musste er mit Sukhothai in die Zweite Liga absteigen. Für Sukhothai absolvierte er zehn Erstligaspiele. Im August 2021 unterschrieb er einen Vertrag beim Zweitligaabsteiger Sisaket FC. Bei dem Verein aus Sisaket, mit dem er in der North/Eastern Region der dritten Liga antrat, stand er bis Jahresende unter Vertrag. Für Sisaket bestritt er sieben Drittligaspiele. Zur Rückrunde 2021/22 wechselte er im Januar 2022 zum Zweitligisten Udon Thani FC. In der Rückrunde absolvierte er für den Verein aus Udon Thani zwölf Zweitligaspiele. Im Juli 2022 verpflichtete ihn sein ehemaliger Verein, der ebenfalls in der zweiten Liga spielende Kasetsart FC. Am Ende der Saison 2023/24 belegte er mit Kasetsart den 16. Tabellenplatz und musste somit in die dritte Liga absteigen. Nach dem Abstieg verließ er den Verein und schloss sich im Sommer 2024 dem Zweitligisten Chanthaburi FC an. Nach einer Spielzeit, in der er für den Verein aus Chanthaburi 27 Ligaspiele bestritt, wechselte er im Juli 2025 zu dem ebenfalls in der zweiten Liga spielenden Mahasarakham SBT FC.